# Joseph Kovacs
Joseph Kovács foi um engenheiro industrial com grande contribuição para a indústria aeronáutica brasileira. Nascido na Hungria, mudou-se para o Brasil aos 23 anos após graduar na Escola Técnica Superior do Reino da Hungria, em Budapeste. Antes de mudar-se para o Brasil, saiu da Hungria em 1948, passando pela Áustria, e chegou a alistar-se na Legião Estrangeira, porém desistiu e mudou-se para o Brasil.
Seu primeiro trabalho no Brasil foi no IPT - Instituto de Pesquisas Tecnológicas. Em 1952, foi trabalhar no Centro Tecnológico Aeroespacial e depois na Construtora Aeronáutica Neiva, em Botucatu, hoje parte da Embraer, empresa em que trabalhou posteriormente até a sua aposentadoria. 
Foi responsável por projetar 57 aeronaves diferentes, todas originais, embora nem todas foram produzidas em série, entre elas o EMB-312 Tucano e o T-25 Universal, ambos utilizados atualmente na Academia da Força Aérea (Brasil). Na década de 60, defendia que havia espaço para uma aeronave de treinamento como motor turbohélice, muito antes da Embraer existir. Segundo o próprio Kovács, "Na época, ninguém acreditava nesse tipo de avião. Foram necessários 16 anos para convencer as pessoas de que o treinador turboélice tinha futuro".
Faleceu em 14 de julho de 2019, deixando dois filhos, sendo o mais novo ex-funcionário da Embraer e piloto de companhia aérea, o segundo é funcionário da Embraer e o mais velho faleceu em um acidente aéreo em 1978, depois de um voo de instrução no Aeroclube de Bauru.